# إي. جاي ماغواير
إي. جاي ماغواير (بالإنجليزية: E. J. McGuire)‏ هو مدرب رياضي أمريكي، ولد في 26 يونيو 1952، وتوفي في 7 أبريل 2011 بسبب سرطان.

## وصلات خارجية
- إي. جاي ماغواير على موقع HockeyDB.com (الإنجليزية)